# Камышинка (приток Волги)
Камышинка — река в России, протекает в Камышинском районе Волгоградской области. Правый приток Волги, впадает в Камышинский залив Волгоградского водохранилища. Длина — 10 км, площадь водосборного бассейна — 102 км². Исток реки расположен в районе села Грязнуха на высоте около 90 метров над уровнем моря. Также на реке расположено село Средняя Камышинка, хутор Карпунин. Устье расположено в границах города Камышина. Высота устья — 15 м над уровнем моря.
А. Н. Минх в Историко-географическом словаре Саратовской губернии сообщал: «Название речки существовало уже в начале XVII века и произошло от обилия камыша. Камышинка коротка и несудоходна… Камышинка летом почти пересыхает, но весной, при разливе Волги её русло наполняется водой и на расстоянии 1 1/2 версты от её устья вверх в неё входят суда. В былые годы, как видно из преданий, она была значительной речкой и берега её были покрыты густым лесом; вместе с Иловлей служила она в то время водным путём из Дона в Волгу…».
Поскольку в районе Камышинки сближаются бассейны Волги и Дона, Пётр Великий пытался этим путём связать Волгу и Дон каналом. Работы велись с 1698 по 1702 год. С этой целью от села Барановки на Иловле и до устья Камышинки были прорыты два канала и построены шлюзы, однако работы не были окончены.